# 延清战役
延清战役，是1947年10月西北野战军集中第一纵队、第三纵队的4个旅，拔除延川、延长、清涧等孤立据点为目的进攻战役。

## 经过
1947年8月，晋冀鲁豫野战军陈(赓)谢(富治)兵团由晋南渡过黄河，挺进豫西，攻克灵宝、陕县，直逼潼关，威胁西安。为解救西安、潼关危局，胡宗南急令在陕北绥德、米脂地区的整编第一、第二十九军军部率整编第一、第九十、第十七、第三十八师等部共8个旅沿咸榆公路南撤。留守延安以北的部队有：
- 整编第七十六师师部、整编第二十四旅旅部、七十团(欠第二营)及第七十二团第二营守备清涧城
- 整编第十二旅三十五团二营守备延川
- 整编第二十四旅七十团二营守备延长
- 整编第七十二团(欠二营)守备子长
- 整编第三十六师整编一六五旅残部及整编一四四旅四三一团残部守备绥德。

1947年9月14日至17日西北野战军发起岔口、关庄追击战，歼敌4000余人。战后，西北野战军主力第一、第三纵队和教导旅、新编第四旅集结在延安、延长、延川之间的文安驿地区休整10天；第二纵队、第四纵队转入外线作战开辟黄龙山区，诱使胡宗南以为西野主力南下。
1947年10月1日西北野战军发起延清战役：
- 第三纵队及教导旅分别攻克延川、延长，全歼守军两个营。
- 第一纵队三五八旅攻占清涧城南之三十里铺,歼整编第七十六师辎重营1个连另两个排，切断了清涧守军退路。

10月3日,西北野战军前委会议决定以第一、三纵队围攻清涧城，新编第四旅于甘谷驿以北地区阻击延安可能来援，教导旅在清涧以北九里山绥德守军联系，绥德军分区警备第四、六团围困子长县城。  
清涧县城由整编第76师师长廖昂率师部、整编第24旅拒守。10月4日，独立第一旅旅长王尚荣、政委颜金生率部完成对清涧城的包围。10月6日黄昏，独一旅冒雨发动由西向东、第三五八旅由西向南和东北、第三纵队独立第五旅由东北向西南、独立第二旅由东向西同时发起攻坚作战。10月8日,胡宗南令整编第二十九军军长刘戡率整编第一师两个旅、整编第九十师两个旅、整编第二十七师四十七旅、整编第七十六师一四四旅430团，共5个半旅由延安增援清涧。西北野战军以新四旅第16团及绥德军分区警备第四、六团进至永坪抗击援军。经3昼夜激战，10月10日独一旅夺取了笔架山，肃清清涧全部外围阵地。10月10日晚发起总攻，独二旅第五团连续爆破炸开城东门攻入1个营又两个连。11月11日拂晓独一旅与独五旅第十五团配合爆破北门成功攻入城内。10月11日晨6时，清涧城内守军被全歼整编第76师师部、整编第24旅旅部、第70团(欠第二营)及第72团第二营\还乡团共5000余人，俘虏师长廖昂中将、旅长张新少将以下4300余人。